# Fernando Scheffer
Fernando Muhlenberg Scheffer, född 6 april 1998, är en brasiliansk simmare.

## Karriär
Scheffer tog brons på 200 meter frisim vid olympiska sommarspelen 2020 i Tokyo.
I december 2021 vid kortbane-VM i Abu Dhabi var Scheffer en del av Brasiliens lag som tog brons på 4×200 meter frisim.